# Atelopus pictiventris
Atelopus pictiventris es una especie de anfibios de la familia Bufonidae. Es endémica del Valle del Cauca, en Colombia. Habita en bosque nublado. La destrucción de su hábitat y la quitridiomicosis son las causas han llevado a la especie a estar en peligro crítico de extinción y fue vista por última vez en 1996.

## Descripción
Rana arlequín de cuerpo ligeramente robusto. Extremidades relativamente cortas. Cabezas con cantus rostral recto finalizando en punta. Tiene escasos tubérculos sobre la piel en cercanía a zonas laterales. Coloración café con manchas dorsales variables según áreas. Zona lateral baja y vientre con pigmentación amarillenta, en ocasiones manchada.
Especie de hábitos terrestres y comportamiento diurno. Se le puede hallar debajo de troncos caídos y hojarasca en los bordes de bosques o zonas abiertas, especialmente en horas de la mañana.

## Distribución
A. pictiventris solo se ha encontrado en el Alto Pance, localización del municipio de Santiago de Cali, en la vertiente oriental de la  Cordillera Oriental a 2600 m s. n. m.